# Leonel Fernández
Leonel Antonio Fernández Reyna (San Carlos, Santo Domingo, 26 de diciembre de 1953) es un escritor, abogado, catedrático y político dominicano. Fue el 63.º y 65.º presidente de la República Dominicana desde el 16 de agosto de 1996 hasta el 16 de agosto del 2000 y del 16 de agosto del 2004 hasta el 16 de agosto del 2012. Desde el 20 de octubre de 2019 es el presidente del partido Fuerza del Pueblo. 
Fue el presidente del Partido de la Liberación Dominicana desde el 2001 hasta su renuncia en octubre de 2019, organización política a la que perteneció desde sus inicios como discípulo del profesor Juan Bosch. Tras su renuncia, Fernández fundó, junto a sus seguidores, la Fuerza del Pueblo, el principal partido de oposición en el país.
Es fundador y presidente de la Fundación Global Democracia y Desarrollo, presidente de la Fundación Unión Europea-América Latina y el Caribe (Fundación EU-LAC) y Presidente de la Federación Mundial de Asociaciones de Naciones Unidas (WFUNA).
Posee una amplia trayectoria política y académica por lo que goza de un importante liderazgo a nivel internacional. Ha participado en encuentros de alto nivel como el G77+China, donde fue invitado junto a otras altas personalidades para analizar el futuro de los países en desarrollo. También ha impartido varias conferencias internacionales y participado en distintas ocasiones en el Foro Económico Mundial, así como en la Organización de Estados Americanos y la Celac. Es miembro del Consejo de Líderes de la Red de Soluciones de Desarrollo Sostenible de la Organización de las Naciones Unidas (UNSDSN) y ha sido jefe de la misión de  observadores electorales de la OEA en varios países de América, además de mediador en la Crisis de Venezuela y Colombia.

## Primeros años y formación académica
Leonel Fernández es hijo de José Antonio Fernández Collado y Yolanda Reyna Romero, nació el 26 de diciembre de 1953 en San Carlos, un sector populoso de Santo Domingo en la República Dominicana y creció en Villa Juana, otro sector capitalino del país. En 1962 Fernández emigró a los Estados Unidos donde se formó académicamente en Nueva York.
Cuando terminó la escuela secundaria en Nueva York, comenzó sus estudios de Derecho en la Universidad Autónoma de Santo Domingo. Allí se unió al Partido de la Liberación Dominicana (PLD) en 1973. En sus primeros años de universidad formó parte del movimiento estudiantil de la década de 1970, llegando a ocupar el cargo de secretario general de la Asociación de Estudiantes de la Facultad de Ciencias Jurídicas y Políticas de la Universidad Autónoma de Santo Domingo (UASD), habiendo participado activamente en las jornadas reivindicativas.
En 1978, Fernández obtuvo el título de doctor en Derecho Magna Cum Laude, lo que le valió el premio J. Humberto Ducoudray, por haber sido el estudiante más sobresaliente de su promoción. Su tesis doctoral El Delito de Opinión Pública se refirió al tema de la opinión pública y a las figuras que construyen el delito sobre la emisión del pensamiento.
Fernández ha sido profesor de la Universidad Autónoma de Santo Domingo y de la Facultad Latinoamericana de Ciencias Sociales (FLACSO), en las áreas de sociología de la comunicación, derecho de prensa y relaciones internacionales.

## Vida política
En sus primeros años universitarios formó parte del Movimiento Estudiantil durante la década de 1970 y se unió en 1973 al Partido de la Liberación Dominicana (PLD), como miembro fundador de esa organización, liderada por el profesor Juan Bosch. En su carrera profesional, durante la década de los 70 y 80, impartió diversas asignaturas en la UASD y en la Facultad Latinoamericana de Ciencias Sociales (FLACSO).
Su creciente incidencia en los círculos intelectuales a través de conferencias, trabajos periodísticos y debates, se vio acompañada de una progresiva ascendencia en el seno de su partido, que lo llevó a ocupar posiciones de gran responsabilidad política, convirtiéndose en miembro del Comité Central, en 1985, y del Comité Político, en 1990. En el PLD ocupó la Secretaría de Asuntos Internacionales y de Prensa, y fue director de la revista Política, Teoría y Acción.
Fernández fue un discípulo muy cercano de Juan Bosch, presentándose como candidato a la vicepresidencia junto a este durante las elecciones presidenciales de 1994, pero resultaron derrotados por el presidente Joaquín Balaguer, que buscaba la reelección en ese momento.
En el 1994 fue escogido como candidato a la vicepresidencia de la república junto a Juan Bosch para las elecciones del mismo año, siendo derrotados en un tercer lugar. Las denuncias de fraude durante el certamen de 1994 crearon una crisis política que obligó a Balaguer a acortar su período de gobierno y a celebrar nuevos comicios dos años antes de lo establecido. En el año siguiente, fue proclamado candidato presidencial para las Elecciones presidenciales de 1996 donde fue electo en la segunda vuelta, presentando por la coalición Frente Patriótico con un 51.25% de los votos frente al candidato del PRD, el socialdemócrata José Francisco Peña Gómez.
Fue juramentando en el cargo el 16 de ese mismo año, convertirse en el primer jefe de Estado surgido del Partido de la Liberación Dominicana (PLD) y uno de los más jóvenes en asumir el cargo. El primer gobierno de Fernández estuvo caracterizado por la estabilidad macroeconómica, control de la inflación, manteniendo un crecimiento promedio de 7%, el más alto en toda la región, además de inversiones significativas en obras de infraestructura sobre todo en la ciudad de Santo Domingo, la privatización de empresas del estado, reformas con el fin modernizar el estado como la introducción de laboratorios de computadoras a escuelas y se creó el Instituto Tecnológico de las Américas (ITLA) y el Parque Cibernético.
En la primera ronda durante las elecciones del 16 de mayo de 1996, ningún candidato obtuvo el 50+1 de los votos requeridos por la ley. Después de una segunda vuelta celebrada el 30 de junio y debido a una alianza denominada "Frente Patriótico" compuesta principalmente por el Partido de la Liberación Dominicana (PLD) y el Partido Reformista Social Cristiano (PRSC), Fernández resultó vencedor con 1,466,382 votos contra 1,394,641 votos del principal opositor José Francisco Peña Gómez candidato del Partido Revolucionario Dominicano (PRD).

## Períodos presidenciales

### Primer período: 1996-2000

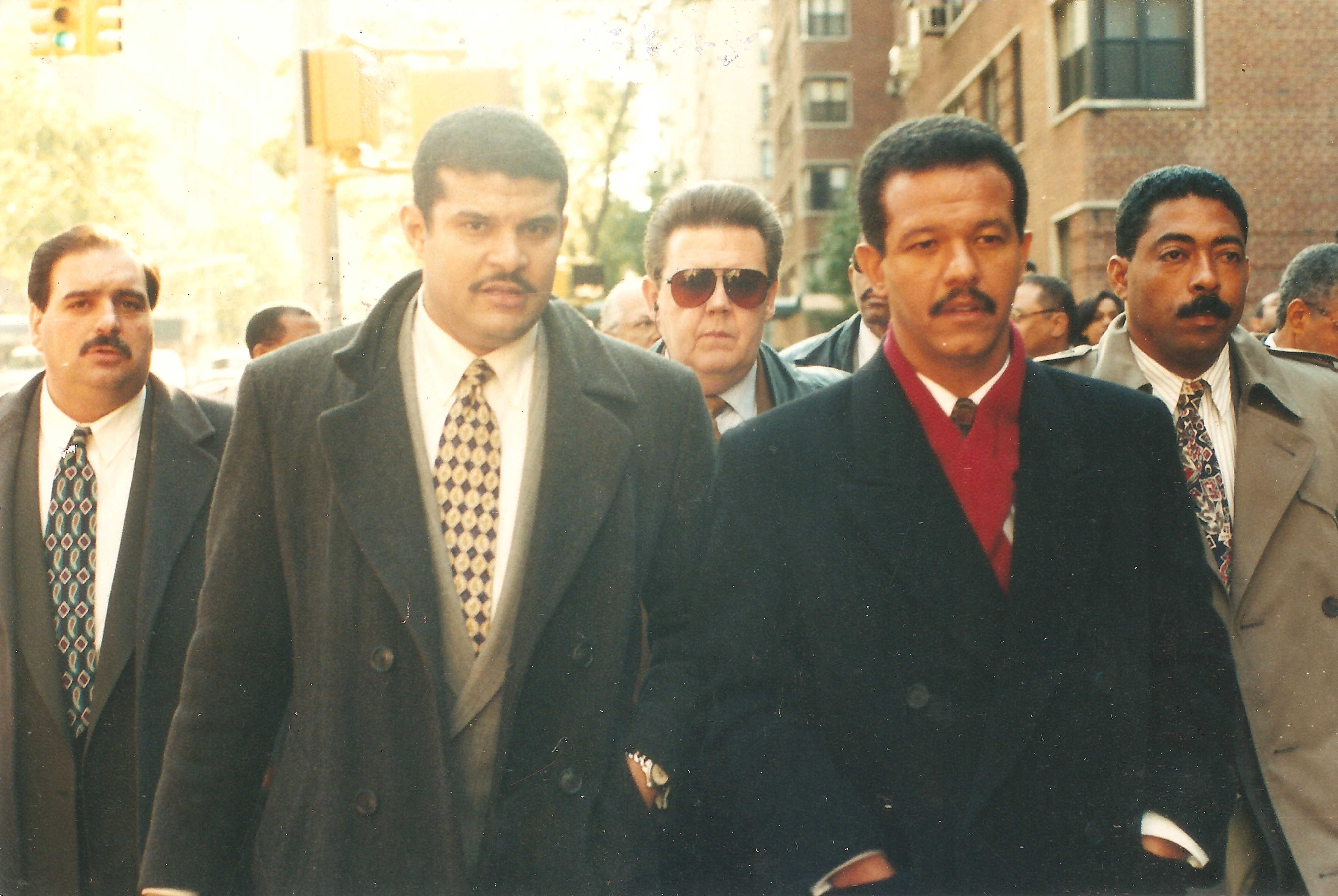
Leonel Fernández en 1996

Fernández fue juramentado presidente el 16 de agosto de 1996, sucediendo a Joaquín Balaguer, para convertirse en el primer jefe de Estado surgido del Partido de la Liberación Dominicana y uno de los más jóvenes políticos de Latinoamérica en ese entonces.
Fernández emprendió una dinámica y agresiva política exterior que rescató a la República Dominicana de su aislamiento tradicional y la colocó en el mismo centro de los procesos de integración regional, apertura de mercados y globalización. Durante su período de gobierno, se incentivó la participación del país en organizaciones políticas y económicas del hemisferio, como la Organización de los Estados Americanos OEA y la Cumbre de las Américas. Se propuso desarrollar el país comparativamente y haciendo referencia a los del primer mundo, diciendo "Nosotros podemos ser el Singapur del Caribe".
Fernández se centró en mantener la estabilidad de la macroeconomía manteniendo un crecimiento promedio de 7%, el más alto de América Latina en ese período, similar a países como Corea del Sur. La inflación se estabilizó por debajo de un dígito, el más bajo de toda América Latina. Su gobierno priorizó grandes proyectos de infraestructura, que incluían la construcción de elevados viales, túneles, y bulevares en el centro de la ciudad de Santo Domingo, específicamente en las avenidas 27 de febrero y John F. Kennedy, a la vez que incentivó la inversión extranjera, pero descuidó aspectos sociales como educación y salud pública. Además de la privatización de empresas del estado, reformas con el fin modernizar el estado como la introducción de laboratorios de computadoras a escuelas y se creó el Instituto Tecnológico de las Américas y el parque cibernético.
Convencido de la importancia del desarrollo de la tecnología de la información y comunicaciones dedicó esfuerzos especiales a equipar todas las escuelas públicas secundarias del país de laboratorios de informática. Instauró el premio a los estudiantes meritorios, otorgado mensualmente a nivel nacional; promovió la cultura de la lectura a través de las competencias denominadas Olimpíadas de lectura y dejó establecida la Feria Internacional del Libro de Santo Domingo. Estableció el desayuno escolar, favoreciendo así a una gran población estudiantil de escasos recursos.
Bajo su mandato se elaboró el Tratado de Libre Comercio (TLC) con los países de CARICOM y Centroamérica.
Fernández no aspiró a un segundo mandato ya que constitucionalmente estaba prohibido que un presidente gobernase en periodos consecutivos, y por lo tanto, su partido eligió a su segundo hombre de confianza, Danilo Medina, como su candidato para las elecciones de 2000. Sin embargo, Medina fue derrotado por el líder del PRD, Hipólito Mejía, quien capturó el sentimiento popular de la época, aprovechando que muchos dominicanos consideraron que las reformas y el alegado crecimiento económico de Fernández no se reflejaba en su vida cotidiana.

### Segundo período: 2004-2008

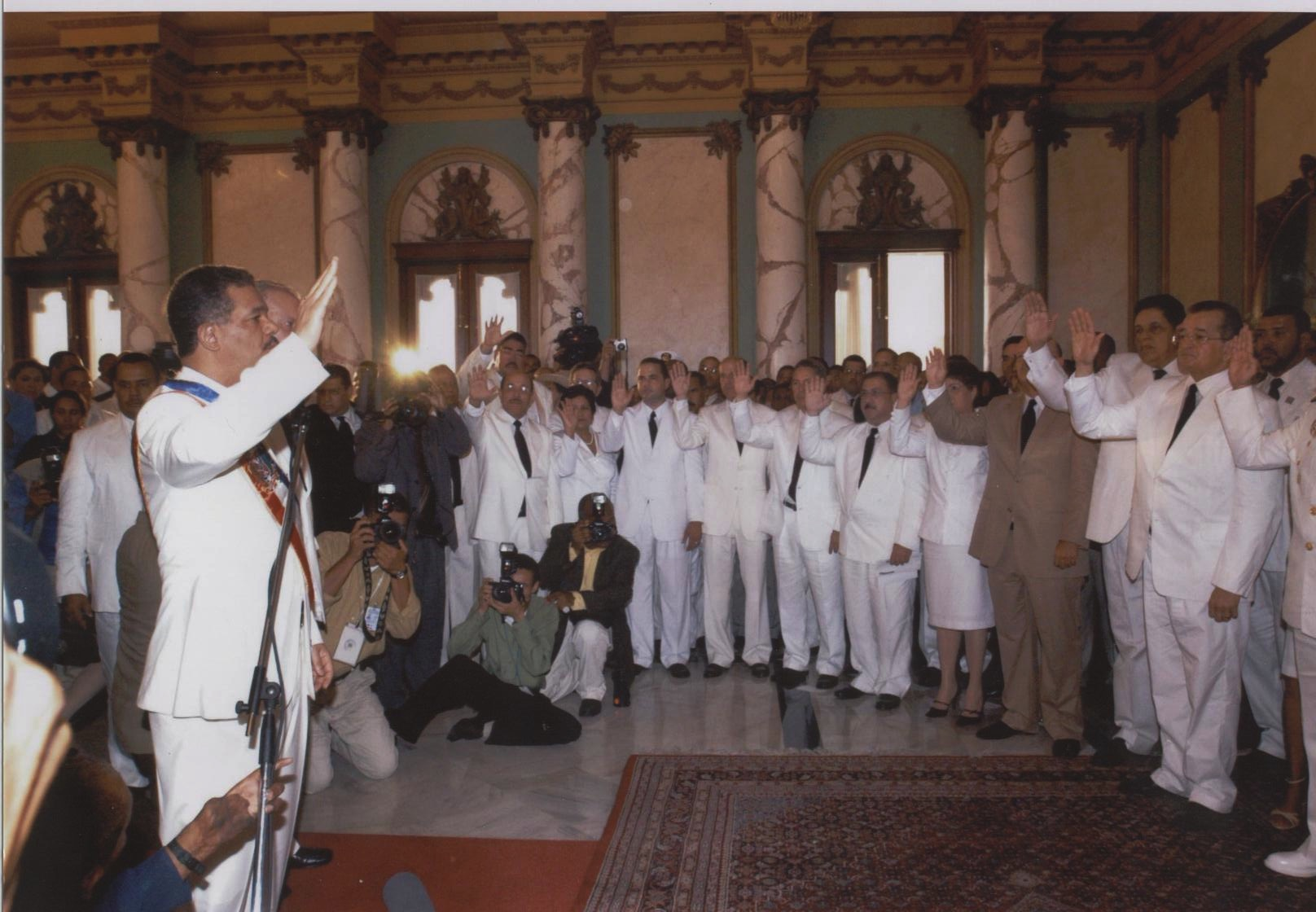
Fernández juramenta su segundo Gabinete de gobierno 2004-2008

Fernández fue elegido para un segundo mandato en las elecciones presidenciales celebradas el 16 de mayo de 2004 con una mayoría absoluta y el segundo porcentaje más alto en la historia Dominicana (57%), representando al PLD. Su victoria se debió en gran parte a la caída de la economía dominicana producto de los desaciertos del gobierno de Hipólito Mejía. Fernández encontró una atmósfera donde primaban los altos precios del petróleo y una economía en crisis internacionales después del 9/11, un endeudamiento excesivo durante el gobierno de Hipólito Mejía y el colapso de tres de los bancos más grandes del país: Banco Intercontinental (Baninter), Bancrédito y Banco Mercantil. En un esfuerzo por evitar un mayor caos económico, el gobierno de Mejía le pagó a los clientes de los bancos, asumiendo así una deuda públicas aún mayor. Algunos de los banqueros implicados fueron juzgados y apresados; sin embargo, la magnitud de sus fraudes fue difícil de medir por el vínculo que existía entre ellos durante las administraciones de Fernández y Mejía, donde gozaban con respaldo de funcionarios que se hacían de la "vista gorda" desde 1998, cuando se cree que comenzó el desfalco más grande en la historia financiera de la República Dominicana y el quinto en el mundo, el del Banco Intercontinental. [cita requerida]

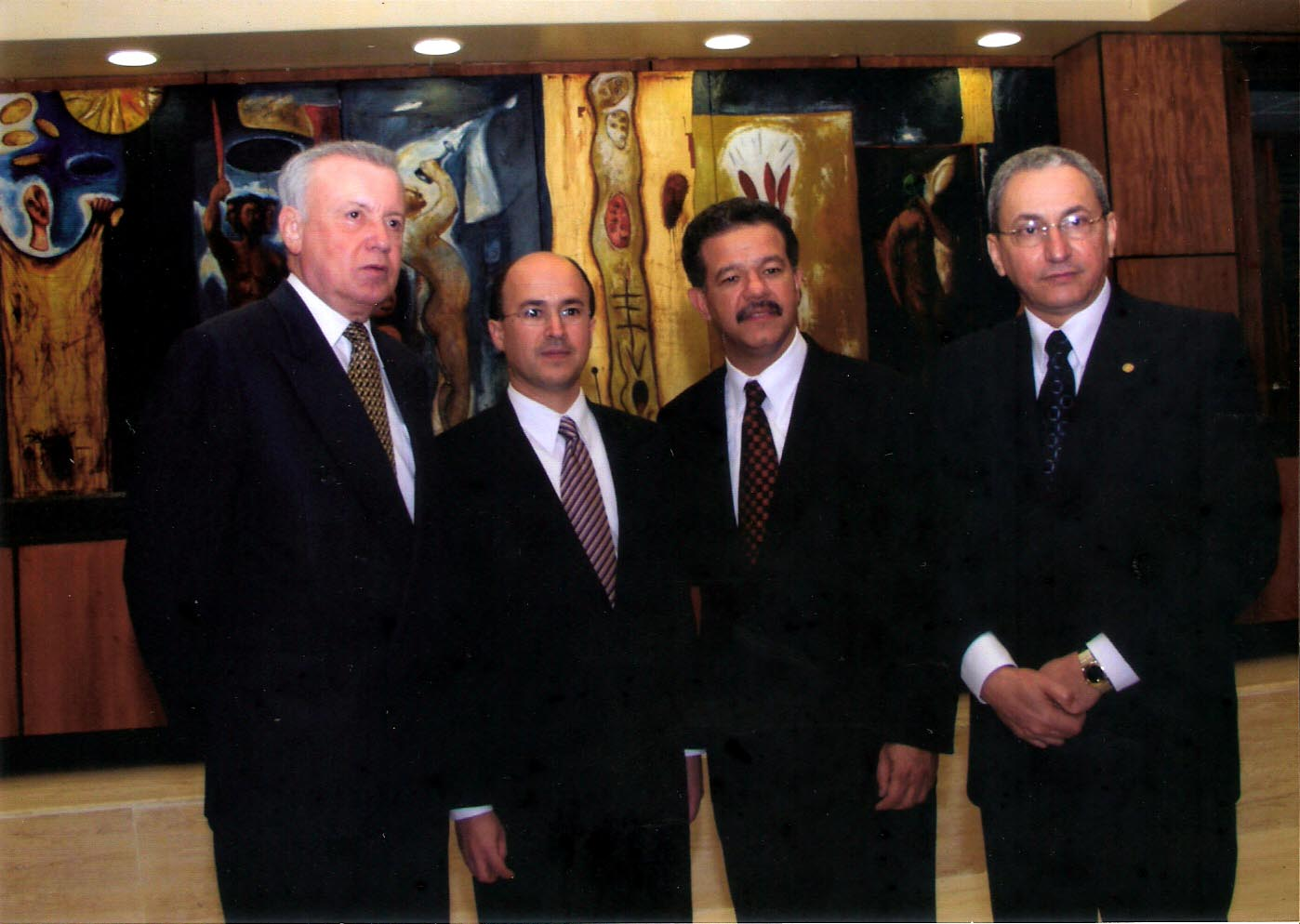
Fernández en 2005

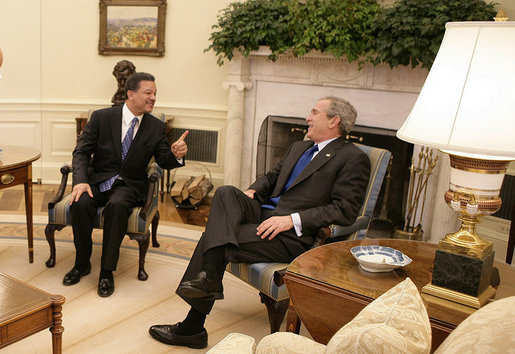
El presidente George W. Bush recibe a Fernández en la Casa Blanca en 2006.

Leonel Fernández fue juramentado por segunda vez el 16 de agosto de 2004. Al iniciar su segundo mandato presidencial tuvo que lidiar con la crisis económica heredada del gobierno anterior, fruto del rescate bancario originado por los malos manejos de algunos sectores de la banca privada y que se había estado gestando desde mediados de los años 1990. Esto trajo consigo desplome en la economía local. Para combatir esta crisis fueron necesarias tomar medidas drásticas como la reestructuración de la tasa de cambio frente al dólar, medida que provocó la pérdida de más de 120.000 empleos en las zonas francas y un salto impresionante en la deuda interna. Esta deuda, conocida como "déficit cuasi-fiscal" motivó la introducción al Congreso de una ley con el objetivo de desmontarla a diez años. Los implicados en este caso, parte de los que fueron condenados, fueron puestos en libertad posteriormente mediante un decreto de Fernández, lo cual fue muy criticado por diversos sectores.
Fernández adoptó una serie de medidas para mitigar los efectos de la crisis económica y financiera provocada por el colapso de tres entidades bancarias. Estas acciones permitieron restablecer la estabilidad macroeconómica, reducir el valor del dólar, controlar la inflación y recuperar la confianza en la economía, promoviendo el equilibrio entre las políticas monetaria y fiscal del Gobierno y el Banco Central.
 

Además, durante su gestión se continuó con la construcción de importantes obras de infraestructura, como el Metro de Santo Domingo, centros regionales de la Universidad Autónoma de Santo Domingo (UASD) y el Corredor Duarte.

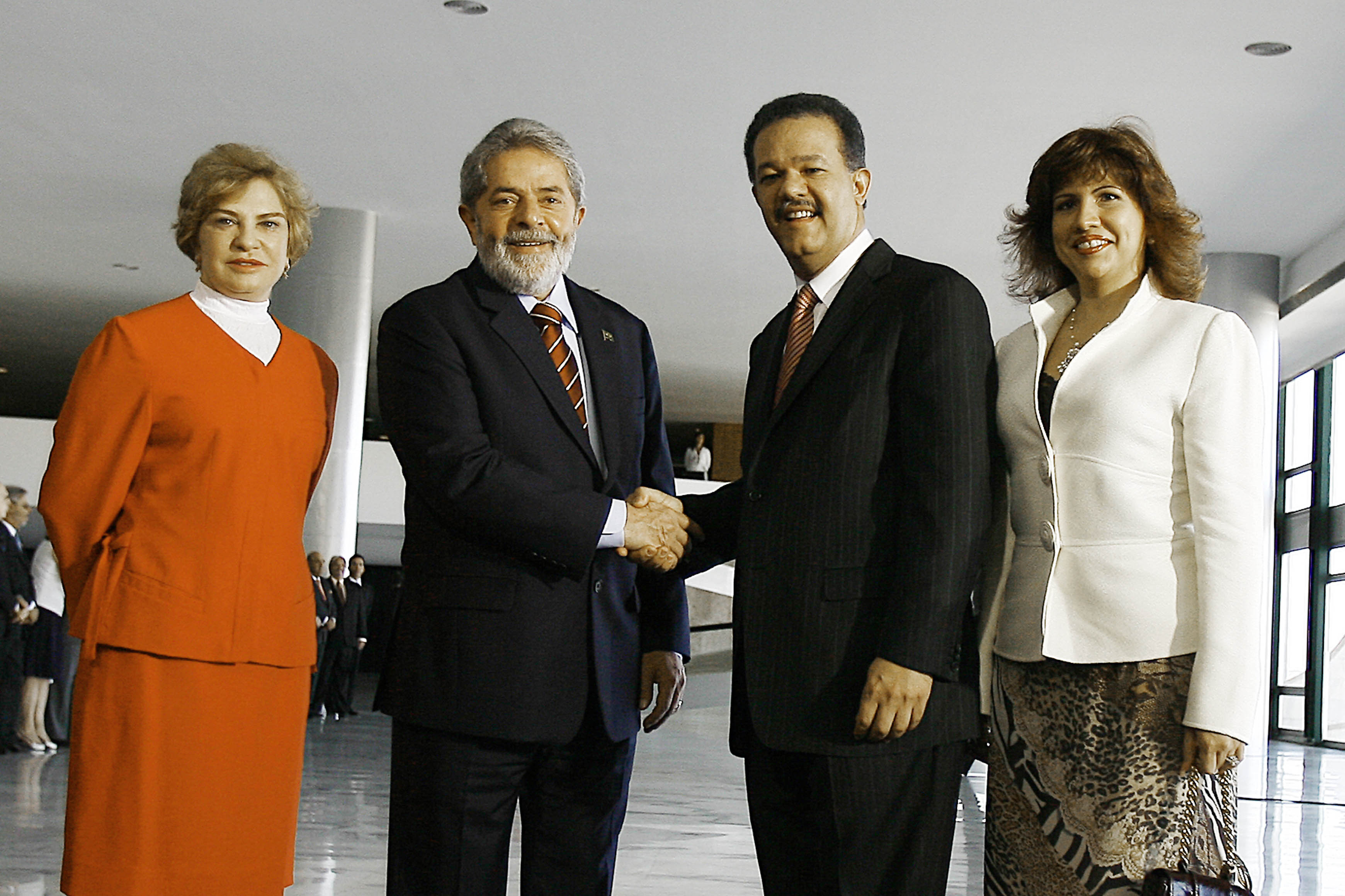
Fernández Reyna junto al presidente de Brasil Inácio Lula da Silva, las primeras damas Marisa Letícia Rocco y Margarita Cedeño (junio de 2007)

Leonel Fernández impulsó iniciativas orientadas al desarrollo tecnológico durante sus gobiernos. Bajo su mandato se fundó, en septiembre de 2004, el Parque Cibernético de Santo Domingo como una zona franca de alta tecnología, el cual posteriormente fue transformado en el Instituto Tecnológico de las Américas (ITLA). Su estilo de gobernar ha sido descrito por diversos analistas como “progresista” y “modernista”, tanto en el ámbito nacional como internacional. Durante sus primeros períodos presidenciales, expresó la intención de convertir a la República Dominicana en una economía dinámica, con referencias a modelos como Singapur, y popularizó la expresión “convertir a la República Dominicana en un Nueva York chiquito”.
No obstante, uno de los debates más relevantes de su administración giró en torno a la inversión en el sector educativo. Fernández mostró reservas respecto a la propuesta de destinar el 4 % del PIB a la educación preuniversitaria, sosteniendo que dicha asignación debía estar precedida por mejoras en la formación docente, el currículo y la estructura institucional del sistema educativo. En 2013, bajo la presidencia de Danilo Medina, se aprobó dicha asignación presupuestaria. Más de una década después, diversas evaluaciones han señalado que los resultados educativos continúan siendo limitados, y que una parte significativa del presupuesto ha sido absorbida por gastos operativos y nóminas. En ese sentido, algunos sectores académicos y de opinión han reevaluado la postura de Fernández, considerando que sus advertencias sobre la necesidad de reformas estructurales antes de incrementar el gasto educativo siguen siendo relevantes.

### Último período presidencial: 2008-2012
Durante el gobierno de Mejía, la constitución fue modificada para permitir que el presidente en funciones se postule para un nuevo mandato. Aunque Hipólito Mejía fue finalmente derrotado en su intento de reelección, esto abrió la puerta para que Fernández intentara lo mismo.
Fernández candidato del Partido de la Liberación Dominicana (PLD) y sus aliados resultaron vencedores en las elecciones presidenciales del 16 de mayo del 2008 con un 53% de los votos frente al 40% de su principal rival Miguel Vargas Maldonado y el candidato del PRSC, Amable Aristy, este último solo sacó el 4% de los votos.

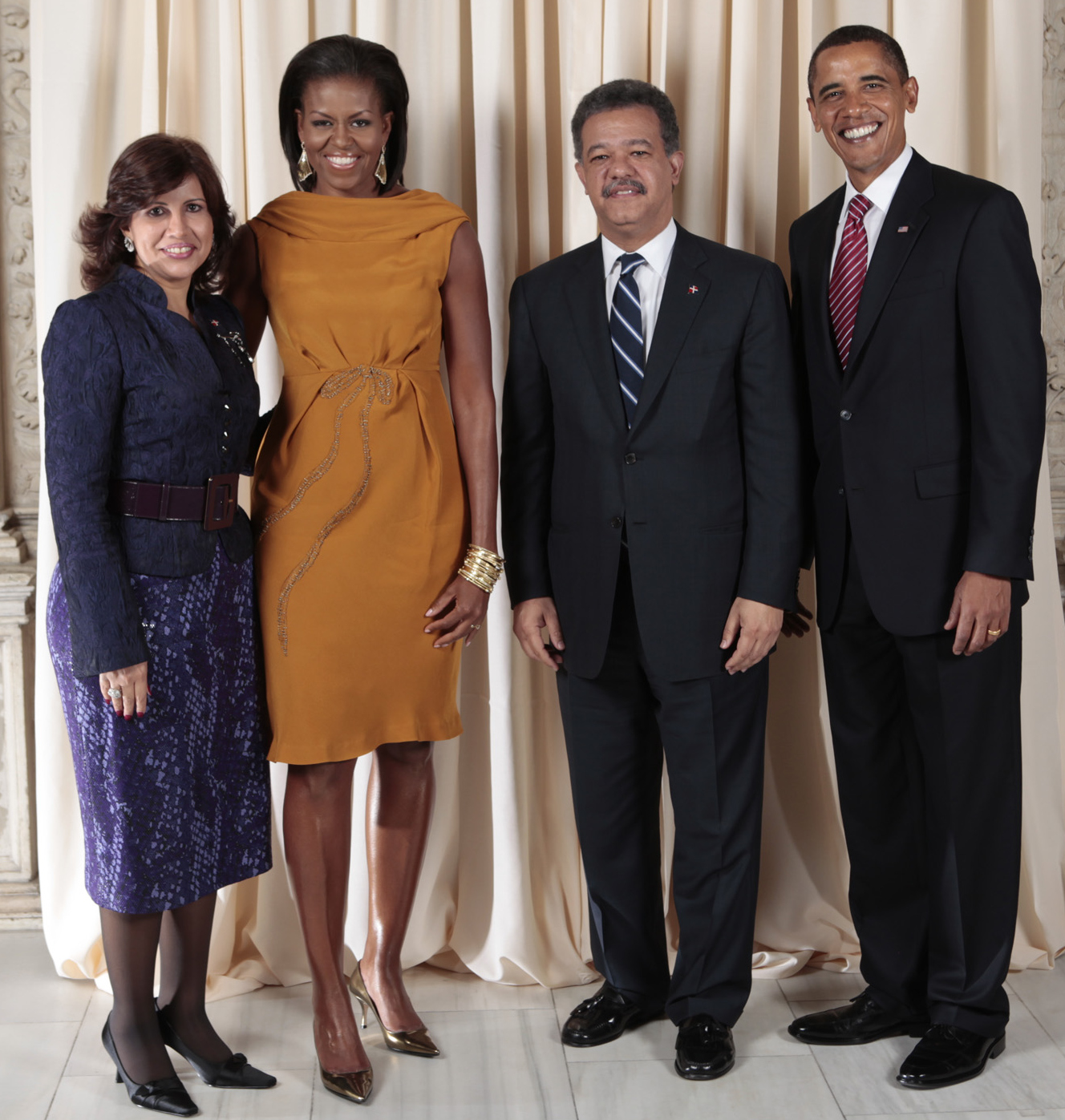
Fernández junto al presidente Barack Obama y sus respectivas esposas y primeras damas Margarita Cedeño de Fernández y Michelle Obama, septiembre de 2009.

Fernández asumió su nuevo mandato el 16 de agosto de 2008, en medio de una fuerte crisis económica internacional y una situación interna marcada por un incremento de la criminalidad y el narcotráfico. En la toma de posesión, su discurso se centró en aspectos económicos, resaltando la estabilidad que mantuvo la tasa del dólar en su gobierno anterior. También destacó entre otros logros la disminución en la tasa de desempleo de un 19,7% en 2004 a un 14% en abril de 2008 y anunció un conjunto de medidas fiscales y tributarias para poder enfrentar la crisis económica.
Fernández prometió la ejecución de un programa macroeconómico de mediano y largo plazo, orientado a preservar la estabilidad, lograr un crecimiento promedio anual mínimo de 6% del PIB y mantener la inflación en un solo dígito. Paralelamente a esto, se buscaría privilegiar el gasto social en aspectos como la educación, la salud, el acceso a agua potable y a vivienda. En ese mismo orden, afirmó sus intenciones de mantener el déficit de la cuenta corriente en torno a un 4% del PIB. Fernández además anunció la construcción de una segunda línea del Metro de Santo Domingo.
En su tercer periodo de gobierno, se mantuvo el crecimiento económico, con control de la inflación y la tasa cambiaria pese a los efectos crisis financiera mundial. Se inició la construcción de la segunda línea del Metro de Santo Domingo, así como edificaciones gubernamentales, hospitales y escuelas, pasos a desnivel, múltiples elevados, autovías, carreteras y puentes. Además de la aprobación de múltiples reformas institucionales, importantes avances en la implementación del Sistema de Seguridad Social y la ampliación de las relaciones exteriores, con mayor presencia en los organismos internacionales. En contraste a estos logros, su administración fue afectada por denuncias de corrupción administrativa y surgieron protestas por los bajos salarios, aumento del déficit fiscal, altos costo de la vida y aumento del presupuesto en educación. Durante este periodo el país alcanzó bajas posiciones en los indicadores de Transparencia Internacional, el Banco Mundial y el Foro Económico Mundial en las áreas de corrupción, educación, salud y la falta de transparencia y competitividad.

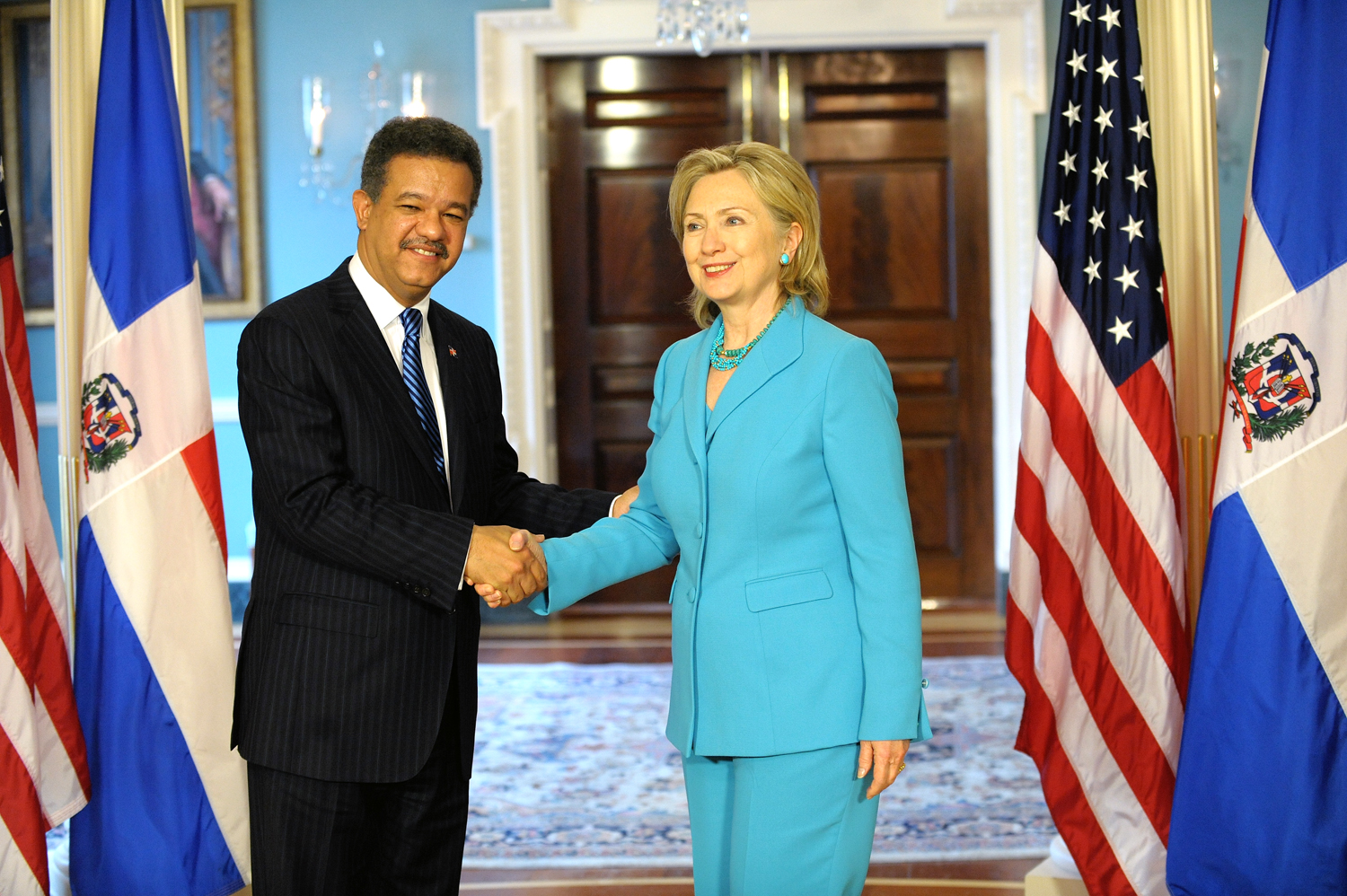
Leonel Fernández y la entonces secretaria de estado de Estados Unidos Hillary Clinton

El 27 de marzo de 2011, varios funcionarios y legisladores dominicanos adeptos al gobierno de Fernández celebraron un evento en el Palacio de los Deportes de la ciudad de Santo Domingo donde recolectaron 2.2 millones de firmas con el fin de pedir su repostulación para un nuevo mandato. Durante el evento Fernández manifestó ser "un soldado del PLD". También señaló que "estos dos millones 200 mil firmas, que son dos millones 200 mil votos, los pongo a la disposición del PLD para lo que el partido decida". Sin embargo, gran parte de la sociedad y la oposición alegó que el acto fue una clara violación a la constitución dominicana. El 8 de abril, Leonel Fernández declinó sus aspiraciones de postularse para un nuevo mandato, en parte por la fuerte crisis social y política que atravesaba el país.

### Reforma constitucional de 2009: Controversias
A finales del 2008, Fernández convocó al Congreso Nacional para someter a la Asamblea Revisora el proyecto de ley sobre la propuesta de reforma o nueva Constitución. Se buscaba reformar la Constitución de 1966, que ya había sufrido otras modificaciones en 1994 y 2002. A tal efecto, se designó una comisión de juristas y la reforma fue aprobada finalmente gracias a un pacto político con Miguel Vargas Maldonado, quien propuso un nuevo modelo de elección presidencial.
Esta nueva reforma constitucional sometida por Fernández el 18 de septiembre de 2008, es definida, hasta ahora, como la más moderna, completa e integral del país.
Algunos de los artículos de dicha reforma resultaron impopulares y provocaron protestas por parte de diferentes sectores la sociedad. Como ejemplo se señalaron artículos como el "derecho a la vida desde la concepción", que prohíbe el aborto sin excepción. También fue objeto de repudio el artículo que limita el libre acceso de los ciudadanos a las áreas de playas públicas.

### Metro de Santo Domingo
Fernández sometió el proyecto de construcción del Metro de Santo Domingo por vía de la Oficina para el Reordenamiento del Transporte (OPRET) en octubre de 2005, bajo el argumento de mejorar el tránsito de la ciudad de Santo Domingo mediante un sistema moderno y desvinculado de las fluctuaciones de precio en los combustibles, tanto en el mercado mundial como en el mercado interno.
Desde que se dio a conocer el proyecto del Metro, ciertos sectores sociales de la sociedad civil y de la oposición manifestaron su desacuerdo con el proyecto argumentando entre otras cosas sus altos costos de ejecución y de mantenimiento.
También se argumentó que la demanda de recursos en este proyecto iba en detrimento de la satisfacción de necesidades fundamentales del país como la salud, la educación, la problemática del sector eléctrico y el acceso a los productos de la canasta familiar básicas.
Años después, efectivamente el Metro de Santo Domingo ha representado una alternativa a la crisis que atraviesa el país en materia de transporte. Sin embargo, la pulcritud en el manejo de los recursos para su ejecución resultó seriamente cuestionada. El proyecto del Metro fue encabezado por Diandino Peña, quien en el anterior mandato de Leonel Fernández consiguió la asignación tres cuartas partes de las obras ejecutadas en dicho período. La labor de Diandino en la ejecución del metro y otras obras de infraestructura ha sido vinculada a corrupción, clientelismo y tráfico de influencias.

### Escándalos de corrupción
Durante los últimos meses de su primer período de gobierno (1996–2000), la administración de Leonel Fernández fue objeto de críticas por presuntas irregularidades en la adjudicación de contratos públicos, así como por el cambio en el estilo de vida de algunos funcionarios, lo que generó cuestionamientos en la opinión pública. Uno de los casos más comentados fue el del Programa de Empleo Mínimo Esencial (PEME), en el cual varios dirigentes del Partido de la Liberación Dominicana (PLD) fueron sometidos a la justicia bajo acusaciones de malversación de fondos públicos. La defensa sostuvo que el proceso tuvo motivaciones políticas y señaló fallos procedimentales, como la ausencia de auditorías, que contribuyeron a que el caso no avanzara judicialmente. Aunque el tema generó amplio debate, no se produjeron condenas firmes vinculadas directamente a la gestión presidencial.
Algunas voces manifestaron su repudio sobre el uso de recursos del estado para su proyección personal y durante la campaña electoral de 2008, hubo alegatos de que Fernández utilizó los recursos públicos para favorecer su reelección presidencial. En marzo de ese mismo año, la periodista Nuria Piera denunció que el gobierno pagó a militantes del «Partido de la Liberación Dominicana» mediante una nominilla ilícita que se nutría con fondos provenientes de diferentes instituciones del Estado dominicano.
El Partido Revolucionario Dominicano denunció que entre 2006 y 2010 pudo verificar una gran cantidad de irregularidades vinculadas a la administración de Fernández, entre ellas el soborno por la suma de 3.5 millones de dólares en la compra de los aviones Super Tucanos, el destino desconocido de los US$ 130 Millones de dólares en impuestos pagados por la empresa Verizon, los US$ 1,660 Millones de dólares aportados a través del programa PETROCARIBE y US$750 Millones de dólares de bonos soberanos
En 2012, Héctor Rodríguez Pimentel, entonces director del Instituto Nacional de Recursos Hidráulicos (INDRHI) y otros funcionarios fueron sometidos por el departamento de prevención de la corrupción DPCA por el manejo irregular de RD$1,526 millones y US$56.4 millones, estos últimos producto de la construcción de la Presa de Monte Grande.
La supuesta utilización de recursos del Estado en la campaña electoral de 2012 se cree que contribuyó de forma importante al triunfo de Danilo Medina durante la campaña electoral de 2012. Según firmas encuestadoras como la Gallup-Hoy y la Penn, Schoen & Berland, un alto porcentaje de la población dominicana tiene la percepción de que los dos últimos períodos de gobierno de Fernández figuran dentro de los más corruptos de la historia de República Dominicana, después de la caída del régimen de Trujillo. También organizaciones como «Transparencia internacional» han externado su preocupación al respecto.
El 22 de diciembre de 2008 Fernández indultó a Vivian Lubrano de Castillo, banquera condenada en la anterior administración del PRD por malversación de fondos al banco Baninter. También ese mismo día indultó a Pedro Franco Badía y a los sindicalistas Antonio Marte, Milcíades Amaro Guzmán y Gervasio de la Rosa, cuatro de los condenados por el expediente del Plan Renove.

### Inseguridad ciudadana, narcotráfico y crimen organizado
Durante los gobiernos de Fernández se dio un incremento de los asesinatos por parte de la Policía Nacional, que eran presentados a la sociedad casi siempre como "intercambios de disparos". A ese sentimiento de desconfianza en la policía se unió el incremento en el número de secuestros y el aumento en la percepción de inseguridad ciudadana.
Tiempo después de que Fernández tomara las riendas de la República Dominicana ha existido la percepción por parte de la sociedad, conjuntamente con el bombardeo mediático de casos de narcotráfico en el país, de un posible aumento del crimen organizado.
Los casos de crimen organizado fueron aumentando durante los últimos dos periodos de Fernández, aunque fueron desmanteladas muchas organizaciones dedicadas al crimen y al narcotráfico, fue evidente que la complicidad de las autoridades con los principales narcos era una realidad. Los casos más destacados fueron los del criminal Arturo de Tiempo quien ha sido sentenciado en España por un cargamento de 1,212 Kilos de cocaína, este se presentó a Leonel como un empresario de la construcción, además, se le atribuía una cercana amistad al jefe de la Policía Nacional del entonces, tanto que se le otorgó el rango de Coronel.
En 2009 fueron incautados a José David Figueroa Agosto más de US$4.6 millones de dólares en efectivo y sus bienes valorados en US$263 millones, entre relojes de lujo, apartamentos, casas, villas y automóviles. En este caso estaban implicados militares, policías, gerentes de bancos, empresarios y legisladores. Fue tanta la implicación de las autoridades que el narco contaba con un carnet que le acreditaba como miembro de la Dirección Nacional de Investigaciones (DNI) y dos Cédulas de Identidad emitidas por la Junta Central Electoral (JCE).
Otros casos de mucha relevancia fueron los de Oscar Ezequiel Rodríguez quien supuestamente aportara a las campañas políticas tanto del PLD como el PRD, la matanza de Paya en Bani en la cual estaban implicados militares de alto rango del Ejército Nacional Dominicano y, el asesinato del periodista José Silvestre luego de que anunciara que denunciaría en su programa unos narcotraficantes ligados al poder político. Recientemente el Narcotraficante extraditado Quirino Ernesto Paulino Castillo asegura haber cooperado en las campañas políticas de Leonel Fernández y aportado a la Fundación Global Democracia y Desarrollo (FUNGLODE).
La mayoría de estas acusaciones no fueron ventiladas en los tribunales y en otros casos fueron desestimadas o los implicados recibieron condenas mínimas.

### Política económica
La política económica de Fernández se caracterizó en sentido general por priorizar la proyección internacional del país y los aspectos vinculados al buen desempeño de la Macroeconomía, como el crecimiento sostenido y la estabilidad de la tasa de cambio. No obstante, este modelo de crecimiento económico no se verificó por desarrollo del aparato productivo nacional, sino que fue en gran medida financiado por un aumento de deuda pública, tanto interna como externa, y por un elevado nivel de gastos corrientes por parte del sector público. [cita requerida]Al finalizar su último período de gobierno dejó un déficit fiscal del 8% del PIB, unos 187.000 millones de pesos, equivalente a unos 4600 millones de dólares estadounidenses.
Por otro lado, se argumenta que esos logros a nivel macroeconómico no se reflejaron microeconómicamente en una mejor distribución del ingreso, es decir, que la priorización de construcción de infraestructuras, el acceso a tecnología y el buen posicionamiento del país internacionalmente dejó de lado la importancia de la atención a sectores básicos como la salud, la educación y el costo de la vida. A esto se le suma la falta de transparencia del accionar del sector público y una agresiva política de endeudamiento externo.

### Sector energético
En su primer gobierno (1996-2000) se buscó la privatización del sector, algo que fue catalogado por algunos sectores como un total desacierto. Después de pasar a manos gubernamentales durante el gobierno de Hipólito Mejía (2000-2004), Fernández volvió a privatizarlo debido a una petición del empresariado dominicano.
La política económica de Fernández para el sector eléctrico no fue capaz de resolver la problemática de dicho sector. Se fundamentó en el mantenimiento de millonarios subsidios así como por la exoneración del pago a grandes masas de usuarios pobres y la falta de penalización al robo de la energía.

### Deuda Externa
En el primer gobierno de Fernández (1996-2000), la deuda externa se redujo en un 3.3%, al pasar de US$3.807,3 millones a US$3.679,4 millones. En su segundo mandato (2004-2008) aumentó un 18,3%, pasando de US$6.379,4 millones a US$7.542 millones entre diciembre de 2004 y diciembre de 2007. Pero esta suma fue insignificante comparada con el aumento que experimentó la deuda externa en su tercer mandato (2008-2012). Para diciembre del 2012 la deuda externa dominicana había alcanzado los US$ 13,708 millones.

## Elecciones presidenciales de 2020
En las elecciones presidenciales celebradas el 5 de julio de 2020 en la República Dominicana, Leonel Fernández se presentó como candidato por el partido Fuerza del Pueblo (FP), una organización política que fundó tras su salida del Partido de la Liberación Dominicana (PLD). En dichos comicios, Fernández obtuvo el tercer lugar, alcanzando aproximadamente el 8.88% de los votos válidos, según los datos oficiales de la Junta Central Electoral. Su candidatura no logró posicionarse como una opción competitiva frente a los principales contendientes: Luis Abinader, del Partido Revolucionario Moderno (PRM), quien resultó electo presidente en primera vuelta, y Gonzalo Castillo, candidato del oficialista PLD.
La participación de Fernández en estos comicios marcó su retorno a la competencia electoral fuera del partido que lideró durante décadas, y evidenció las dificultades iniciales de su nuevo proyecto político para consolidar una base electoral amplia en el escenario nacional.

## Elecciones presidenciales de 2024
En las elecciones presidenciales celebradas el 19 de mayo de 2024 en la República Dominicana, Leonel Fernández Reyna se postuló como candidato presidencial por el partido Fuerza del Pueblo (FP), organización que lidera desde su salida del Partido de la Liberación Dominicana (PLD) en 2019. Esta fue la quinta ocasión en que Fernández se presentó como candidato presidencial, y la segunda bajo la bandera de su nuevo partido. En estos comicios, obtuvo el 28.84 % de los votos válidos, ubicándose como la segunda fuerza política del país, detrás del presidente Luis Abinader, del Partido Revolucionario Moderno (PRM), quien resultó reelecto en primera vuelta con un 57.44 %. 
Aunque el resultado representó un crecimiento en comparación con su desempeño en las elecciones de 2020, no fue suficiente para forzar una segunda vuelta ni para disputar seriamente la continuidad del oficialismo. Posterior a los comicios, Fernández reconoció los resultados emitidos por la Junta Central Electoral y manifestó su intención de continuar fortaleciendo su partido de cara a futuros procesos electorales.

## Vida personal
Fernández contrajo nupcias por primera vez en 1978 con Yolanda Lucinda Robles Peña (1957–2006). En 1987, Fernández se casó con Rocío Domínguez Quezada con quien procreó dos hijos: Nicole (nacida en 1987) y Omar Fernández (nacido en 1991), congresista dominicano que ha sido diputado de 2020 a 2024 y es senador desde 2024. La pareja se divorció en 1996. El 10 de febrero de 2003, Fernández se casó por tercera ocasión con la abogada Margarita Cedeño, colaboradora en su primer gobierno (1996-2000), y con quien procreó a Yolanda América (nacida en septiembre de 2003). La pareja se divorció en 2022.
Fernández es políglota y además de español, habla inglés y francés.

### Fundación Global Democracia y Desarrollo
Fernández es fundador y presidente honorario de tres instituciones sin fines de lucro: la Fundación Global Democracia y Desarrollo (FUNGLODE), la Global Foundation for Democracy and Development (GFDD), filial de FUNGLODE en los Estados Unidos, y de la Asociación Dominicana de las Naciones Unidas (ANU-RD).
FUNGLODE es una institución sin fines de lucro, con la finalidad de estudiar los temas vitales para la República Dominicana y su contexto internacional, elaborar propuestas innovadoras de naturaleza estratégica, diseñar políticas públicas, elevar la calidad del debate nacional, y promover la formación de los recursos humanos nacionales. Además reconoce a diferentes sectores de la sociedad con Premios FUNGLODE/GFDD y organiza el Festival de Cine Global Dominicano, el cual promueve la cultura del cine en la República Dominicana.
El 9 de febrero de 2016, Fernández presentó a través de FUNGLODE, "República Dominicana 2044", un proyecto de desarrollo de infraestructuras a mediano y largo plazo que recoge más de 1200 proyectos que serán construidos en toda la geografía nacional de cara al bicentenario de la independencia de la República Dominicana en el año 2044. Presentado con animación 3D, el proyecto presenta grandes construcciones que van desde autopistas y centros comunitarios, hasta un tren de carga y pasajeros que recorrerá el país desde Haina hasta Monte Cristi.

### Organizaciones internacionales
Leonel Fernández es miembro de varios consejos e instituciones internacionales, entre las cuales se destacan:
- Círculo de Montevideo (desde 1996)
- Consejo de Jefes de Gobierno Libremente Elegidos
- Centro Carter (desde 1997)
- Foreign Affairs en español (desde 2000)
- Diálogo Interamericano (desde 2001)
- Club de Madrid (desde 2001)
- Club de Ejecutivos Estados Unidos – Caribe
- Centro de Estudios Estratégicos e Internacionales
- Asociación Dominicana de las Naciones Unidas

### DoctoradoHonoris Causa
Fernández ha sido distinguido con el título doctor honoris causa de las siguientes universidades:
- 1999 Universidad de la Sorbona.
- 2000 Universidad Nacional Pedro Henríquez Ureña.
- 2000 Universidad Seton Hall.
- 2002 Universidad de Santiago de Chile.
- 2002 Lehman College.
- 2004 Stevens Institute of Technology, Nueva Jersey.
- 2005 Universidad de Massachusetts.
- 2006 Universidad de Hankuk de Estudios Extranjeros, Corea del Sur.
- 2013 Universidad de París, París, Francia
- 2018 Universidad Nacional de San Martín, Partido de San Martín, Provincia de Buenos Aires, Argentina

### Reconocimientos internacionales
En el año 2001 fue nombrado "Amigo de las Américas" por el presidente estadounidense Bill Clinton.
En el año 2002, recibió el Premio Nacional de la Cultura de la República Dominicana.
En el año 2009, fue nombrado "Caballero de la Legión de Honor" por el gobierno francés.
En el año 2010, recibió el premio "Juan Bosch" por su contribución a la democracia y el desarrollo del país.
En el año 2011, recibió el premio "Fulbright" por su contribución a la cooperación internacional y el desarrollo educativo.
En marzo de 2005 fue recibido como invitado de honor por la presidenta del Instituto Tecnológico de Massachusetts, Susan Hockfield, siendo el orador principal en la VIII Conferencia Latinoamericana del MIT Sloan School of Management. El 4 de noviembre de ese mismo año en Bogotá, fue declarado huésped de honor y recibió las llaves de la ciudad por parte del alcalde mayor Luis Eduardo Garzón.
En abril de 2011, Fernández recibió la condecoración de la Orden del Quetzal en el grado de Gran Collar de manos de su homólogo guatemalteco, Álvaro Colom.
En 2012, recibió el premio «Estadista del año» otorgado por el "Consejo Canadiense de las Américas" (CCA).

## Como escritor

### Libros
- El delito de opinión pública: censura, ideología y libertad de expresión. 2011
- Ideas en conflicto: diálogo póstumo entre Juan Bosch y John Bartlow Martin. 2019
- Años de avance: escritos políticos de teoría y acción. 2018
- Discursos. 1998
- Leonel: temas de campaña, octubre de 1993- marzo de 1996. 1998
- Gobierno, partido y sociedad. 2000
- El petróleo y su incidencia en la economía y el desarrollo de la República Dominicana. 2003
- La modernización de la República Dominicana: memorias de una gestión, 1996-2000. 2000
- Años de formación: escritos políticos de vanguardia. 2012
- Democracia, modernidad y progreso: discursos del Presidente Leonel Fernández. 2015
- Raíces de un Poder Usurpado
- Los Estados Unidos en el Caribe: De la Guerra Fría al Plan Reagan
- La República Dominicana hacia el nuevo siglo
- La globalización y la República Dominicana
- Nuevo Paradigma

### Artículos
- George W. Bush Será Electo el Día de Reyes. 27 de diciembre de 2000
- ¿Estamos Realmente en el 2001?. 8 de enero de 2001
- México y República Dominicana: Dos Líderes Potenciales en América Latina. 15 de enero de 2001
- Bill Clinton: Un Testimonio. 22 de enero de 2001
- La Tormenta Perfecta. 29 de enero de 2001
- Lo que escuché en Washington. 5 de febrero de 2001
- República Dominicana, Interdependencia y Petróleo. 19 de febrero de 2001
- Democracia Electrónica. 26 de febrero de 2001
- ¿Resurge el Populismo?. 5 de marzo de 2001
- Populismo e Ideología. 12 de marzo de 2001
- Populismo y Socialdemocracia. 19 de marzo de 2001
- Populismo y Neoliberalismo. 26 de marzo de 2001
- Del Eurocomunismo a la Tercera Vía. 2 de abril de 2001
- La Tercera Vía: Un Proyecto de Renovación de la Socialdemocracia. 9 de abril de 2001
- Divergencias Sobre la Tercera Vía. 16 de abril de 2001
- Tercera Vía y Política en América Latina. 23 de abril de 2001
- El PLD y la Tercera Vía. 30 de abril de 2001
- La Cláusula Democrática en la Cumbre de Quebec. 7 de mayo de 2001
- ¿Podrá sobrevivir la democracia en América Latina?. 14 de mayo de 2001
- El mundo de la posguerra Fría. 21 de mayo de 2001
- Los orígenes de la globalización. 28 de mayo de 2001
- Globalización y neoliberalismo. 4 de junio de 2001
- Tony Blair: El Triunfo de la Tercera Vía y la Modernización. 11 de junio de 2001
- ¿Qué es lo que pasa?. 18 de junio de 2001
- Reforma Tributaria, Presupuesto y Bonos Soberanos. 25 de junio de 2001
- Juan Bosch: A Sus Noventa y Dos Años. 2 de julio de 2001
- ¿Bonos para qué?. 9 de julio de 2001
- ¿Necesita Estados Unidos una política exterior?. 16 de julio de 2001
- Kissinger: Teórico del Equilibrio de Poderes. 23 de julio de 2001
- Los Desafíos de los Políticos. 30 de julio de 2001
- Hegemonía Política y Gobernabilidad. 6 de agosto de 2001
- ¿Crisis de Gobernabilidad en América Latina?. 13 de agosto de 2001
- En el Salón de la Fama de Cooperstown. 20 de agosto de 2001
- El PLD en el Sistema Político Nacional. 27 de agosto de 2001
- La Política del Absurdo. 3 de septiembre de 2001
- El Derecho de Resistencia a lo injusto. 10 de septiembre de 2001
- Entre el Choque de Civilizaciones y el Terrorismo Post-Moderno. 17 de septiembre de 2001
- La Primera Guerra del Siglo XXI. 24 de septiembre de 2001
- Halcones y palomas frente al terrorismo. 1 de octubre de 2001
- Juan Bosch: Memorias de una Relación. 8 de octubre de 2001
- Reflexiones en torno a la gobernabilidad. 15 de octubre de 2001
- Reflexiones en torno a la gobernabilidad Parte II. 22 de octubre de 2001
- De la revolución socialista a la democracia liberal. 26 de noviembre de 2001
- La recesión global de la economía. 3 de diciembre de 2001
- Una aclaración sobre libertad de expresión. 10 de diciembre de 2001
- Partidos políticos, gobernabilidad y desarrollo. 17 de diciembre de 2001
- El desafío de partidos políticos en el siglo XXI. 24 de diciembre de 2001
- PLD, reelección y extensión congresual. 31 de diciembre de 2001
- La Suprema Corte y las Tendencias del PRD. 7 de enero de 2002
- Psicopatología de la política dominicana. 14 de enero de 2002
- El caso Camilo y el mundo orwelliano. 21 de enero de 2002
- La vuelta a la política. 28 de enero de 2002
- Retorna EE. UU. a una economía de guerra?. 18 de febrero de 2002
- Hugo Chávez y el arte de gobernar. 25 de febrero de 2002
- Prisión preventiva y libertad provisional. 11 de marzo de 2002
- La Suprema Corte en defensa de la libertad. 25 de marzo de 2002
- Almuerzo con Bill Clinton. 8 de abril de 2002
- Chávez: la espectacularidad de un retorno inesperado. 15 de abril de 2002
- Reelección y democracia. 29 de julio de 2002

### Discursos
Los más importantes discursos pronunciados por Leonel Fernández en la campaña presidencial y el ejercicio de su mandato están recogidos en los volúmenes:
- Discursos I y II
- Temas de Campaña I y II
- La República Dominicana Hacia el Nuevo Siglo
- Ningún Gobierno Había Hecho Tanto
- La Globalización y la República Dominicana
- Hablando la Gente se Entiende
- Leonel: Visión de Futuro.